# Chiang Ching-kuo
En aquest nom xinès, el cognom és Chiang.

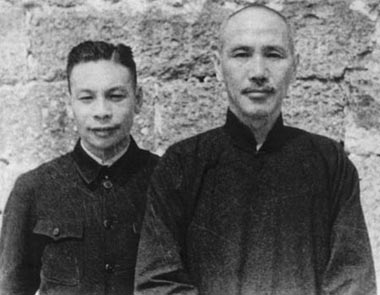
Jingguo (a l'esquerra) amb el seu pare

Chiang Ching-kuo (xinès tradicional: 蔣經國, xinès simplificat: 蒋经国, pinyin: Jiǎng Jīngguó; Fenghua, província de Zhejiang, 27 d'abril de 1910 - Taipei, 13 de gener de 1988), conegut a Occident com Chiang Jingguo fou un militar i polític xinès. Era fill de Chiang Kai-shek i de la seva primera esposa Mao Fumei. Va rebre una educació estricta i tradicional. En la seva adolescència a Xangai va tenir l'oportunitat d'aprendre anglès. A Beijing, va anar adoptant postures progressistes i va desitjar estudiar a la Universitat Sun Yat-sen de Moscou, adreçada a xinesos fills de dirigents del Kuomintang (KMT) i del Partit Comunista Xinès (PCX), en la qual cosa el seu pare hi va estar d'acord.
Viatjà a Moscou on va tenir com a company d'estudis Deng Xiaoping i on va simpatitzar amb el trotskisme, però va haver de renunciar a aquesta tendència. Es va afiliar a les Joventuts Comunistes Komsomol. Mentre els seus companys vinculats al KMT tornaven a la Xina, Jingguo va quedar retingut a l'URSS i fou destinat a una siderúrgia a Iekaterinburg on va conéixer Faina Ipatevna Vakhreva, originària de Belarús amb la qual es va casar. Chiang Kai-shek es va assabentar que el seu fill s'havia convertit en un ostatge dels soviètics mitjançant la vídua de Sun Yat-sen. Arran de l'Incident de Xi'an, s'arribà a un acord entre el KMT i el PCX, finalment, Jingguo va poder tornar a la Xina l'abril de 1937.
De tornada al seu país, va ocupar diversos càrrecs d'importància, ja com a membre del KMT. Va adoptar mesures que limitaren la corrupció i escàndols lligats a polítics nacionalistes. L'any 1949 abandonà el continent. A Taiwan, on es van refugiar els partidaris de la República de la Xina (ROC), com a responsable de la policia secreta va col·laborar en la repressió de la dissidència en la instauració d'un sistema autoritari a Taiwan. Va ser primer ministre i, a la mort del seu pare, va esdevenir president de la República de la Xina.
Ja com a president, va promoure algunes reformes que permetrien, més endavant, la introducció de la democràcia a Taiwan. Va morir l'any 1988 a conseqüència d'un atac de cor a 78 anys. L'estat de guerra es va mantenir fins al 1987 i la dictadura va desaparèixer el 1991 amb el seu successor Lee Teng-hui.